# باندارا، نیو ساوت ولز
باندارا (به انگلیسی: Bundarra) یک شهرک در استرالیا است که در نیو ساوت ولز واقع شده‌است.